# مانوئل گونزالس (بازیکن فوتبال، زاده ۱۹۹۱)
مانوئل گونزالس (انگلیسی: Manuel González؛ زادهٔ ۱۶ مارس ۱۹۹۱) بازیکن فوتبال اهل آرژانتین است.
از باشگاه‌هایی که در آن بازی کرده‌است می‌توان به باشگاه فوتبال اتلتیکو تیگره اشاره کرد.